# Мака Чичуа
Мака Чичуа (груз. მაკა ჩიჩუა, народилася 31 березня 1965 в Тбілісі) — грузинська акторка, художниця, візажист і співачка, дружина президента Грузії Георгія Маргвелашвілі.

## Кар'єра
Маку знімається в кіно і грає в Тбіліському театрі імені Коте Марджанішвілі. Є суддею в шоу талантів «Нічієрі» на телеканалі «Руставі 2». Регулярно відвідує і організовує різні художні (в тому числі і дитячі) виставки, присвячені злободенним темам.

## Фільмографія
- Пасхальне ягня (1988)
- Житіє Дон Кіхота і Санчо (1989)
- Сонце несплячих (1992)
- День (1993)
- Посміхайся (2012)

## Родина
У Макі троє дітей — прийомна дочка Анна (донька Георгія Маргвелашвілі від першого шлюбу) і рідні діти Маша і Теймураз (Темо). З Георгієм Маку зустрічалася кілька років, проживаючи в цивільному шлюбі. Офіційно Маку і Георгій одружилися 10 вересня 2014 в Душеті, Маша і Анна були свідками на весіллі. Син Теймураз з'явився на світ 2 лютого 2015 року, Маку робили кесарів розтин. Ім'я синові дали в честь батька Георгія Маргвелашвілі.
Брат Маки Чичуа, Михайло Мгалоблішвілі, був тричі судимий, у тому числі і за замах на вбивство, здійснене групою осіб, а також за незаконне зберігання вогнепальної зброї.